# Radio X
Radio X é uma estação de rádio comercial focada em música alternativa, primariamente indie, e de propriedade da GCap Media no Reino Unido. Criada como XFM em 1997 em Londres, desde então se expandiu para diversas estações. Cada estação produz sua própria programação, com pouca sindicância.